# 教宗殯葬禮儀規程
《教宗殯葬禮儀規程》是一本規範天主教教宗，亦即羅馬主教殯葬儀式的禮儀書，涵蓋整個殯葬禮儀前後所需進行的各項儀式:31。此書已有兩個版本，首版於1998年獲批准並於2000年出版，第二版則於2024年獲授權並出版。該書由聖座禮儀及聖事部轄下的教宗禮儀處發行。

## 內容
《教宗殯葬禮儀規程》是一本紅色封面的薄冊禮儀書，這本禮儀書與《選舉教宗的儀式秩序》（Ordo Rituum Conclavis）共同規範教宗逝世後連續9日的哀悼期，稱為「九日紀念彌撒」（Novemdiales）。此外，書中亦詳列在教宗病重、預期離世時應採取的儀式安排:45–46。規程將殯葬儀式劃分為三個階段（或時段），載列三個舉行的地點，包括教宗的私人小堂、聖伯多祿大殿及安葬地點。儀式內容包括確認教宗去世、遺體移靈至大殿的遊行，以及舉行安魂彌撒。

### 第一階段
當教宗逝世後，負責教宗離世期間教廷日常運作的總務樞機需立即正式宣佈教宗的死訊:45。同時，梵蒂岡醫療部門主管會確認死因並撰寫相關報告。教宗遺體初時會換上白色衣物。
隨後，總務樞機會在教宗禮儀長以及宗座內侍（前宗座財務院）的神職人員、書記官和秘書面前主持確認死亡的儀式。儀式完成後，教宗遺體隨即放入棺木之中:45。總務樞機會發出正式聲明，證實教宗已離世，並附上由醫療部門撰寫的報告。
其後，教宗遺體會換上紅色聖衣，包括主教冠與披帶，靈柩旁邊會擺放復活節蠟燭。至於是否開放予其他人瞻仰遺容，則由教宗禮儀長決定。

### 第二階段

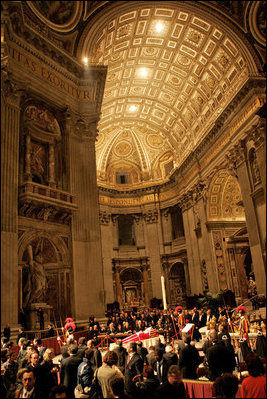
哀悼者在聖伯多祿大殿瞻仰若望·保祿二世的遺體。高架靈台旁邊可以看到一根復活節蠟燭。

在總務樞機的帶領下，教宗的遺體與棺木會由小堂移送至聖伯多祿大殿，途中會誦唱《諸聖禱文》。到達後，棺木會正面朝向教堂內的會眾，而棺旁會擺放復活節蠟燭。在開放期間，公眾可前往大殿瞻仰遺體，並向教宗遺容致敬。遺體會安放於尚未封閉的棺木上，供人憑弔。

### 第三階段
在棺木封閉前，會將該教宗任內鑄造的梵蒂岡錢幣裝入一個袋中，一併置入棺內。此外，還會撰寫一份義大利文的教宗任期記錄，簡述其牧職歷程。該文由教宗禮儀長朗讀後裝入筒內，連同錢幣一同放入棺木，並備存副本於梵蒂岡宗座檔案館中。
教宗的棺木之後會正式封閉，並於其安葬地點舉行安魂彌撒。雖然歷任教宗大多安葬於聖伯多祿大殿內，但《教宗殯葬禮儀規程》亦容許選擇其他地點入葬。按慣例，彌撒應由樞機團團長主禮；惟若團長未能出席，則可由副團長或其他資深樞機代為主持。

## 歷史

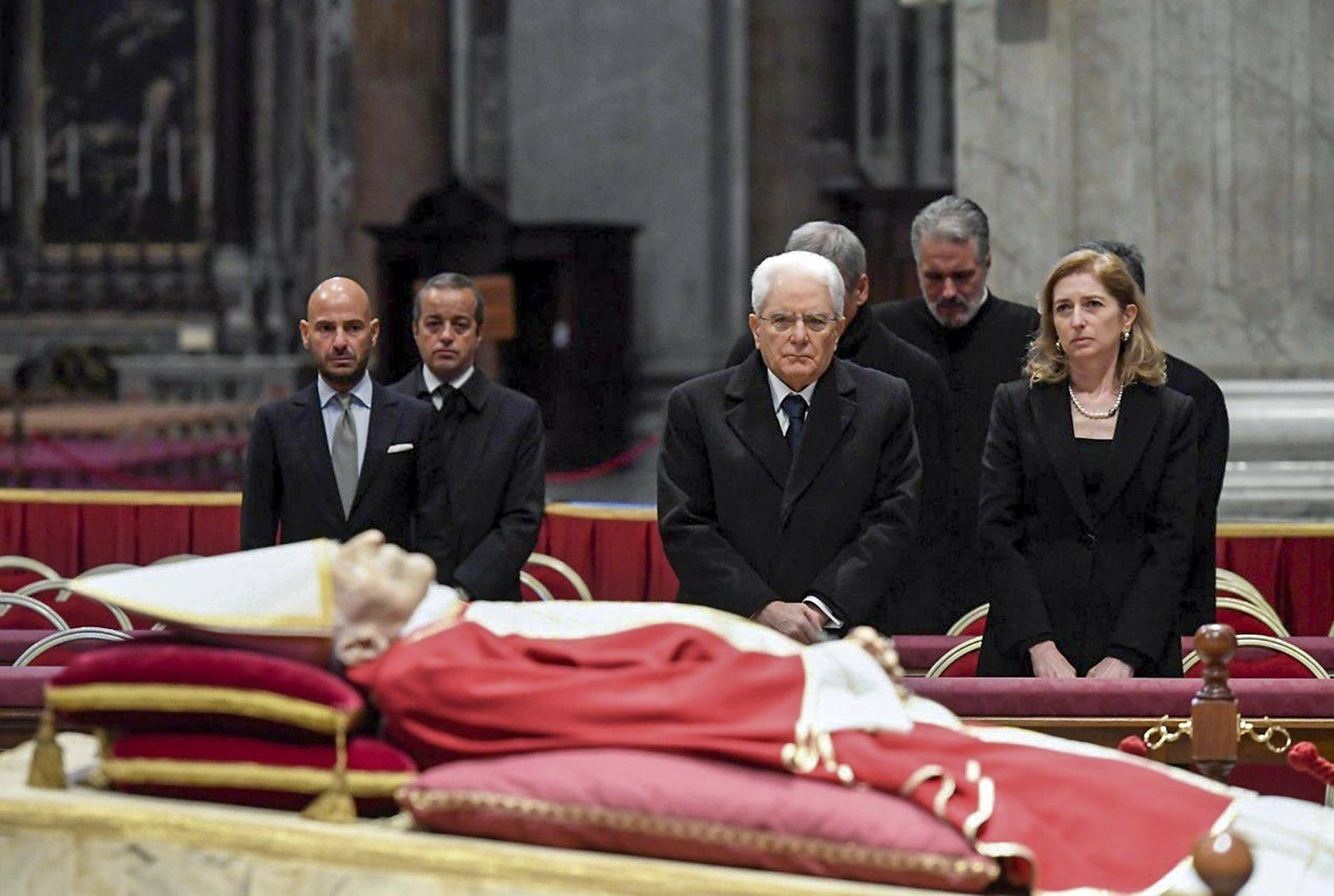
2023年，教宗本篤十六世的殯葬儀式成為第二次依照《教宗殯葬禮儀規程》舉行的教宗葬禮，亦是最後一次採用該禮儀書第一版。

該書的第一版標準版於1998年經教宗若望保祿二世批准，並於2000年正式出版。自此，曾在兩名教宗的殯葬中沿用，包括2005年的若望保祿二世與2023年的本篤十六世。
2024年4月，教宗方濟各批准第二版標準版出版，此版本首位使用者即為教宗方濟各。教宗禮儀長迭戈·拉維利總主教表示，第二版是在方濟各親自指示下編撰，目的是「簡化並調整部分儀式，讓羅馬主教的殯葬更清楚展現教會對復活主基督的信仰」。新版首批印本於同年11月流通。拉維利形容新版本是一套「重整的禮儀」，目的在於突顯教宗作為「牧者與基督門徒」的身分，而非世俗權勢的象徵。
新版帶來多項修訂，當中包括變更確認死亡的地點。以往此程序在教宗死亡的房間進行，現則有所調整。此外，對於棺木的使用亦作簡化處理：傳統上教宗棺槨分為柏木、鉛與橡木三層，而新版則允許僅使用一口木槨，內置鋅製內棺，可在公眾瞻仰期間打開展示。儀式用語亦經簡化，僅保留最基本教宗頭銜，並取消宗座宮一站。在舊版中，宗座宮一站會將教宗遺體於未入棺情況下展示於大眾面前。
此外，第一版規定教宗靈柩須安放於聖伯多祿大殿高架靈台上，第二版則取消靈台，並將棺木朝向教堂會眾，棺旁放置復活節蠟燭。新版亦首次容許將教宗安葬於聖伯多祿大殿以外地點。